# Daïra d'El Ghicha
La daïra d'El Ghicha est une circonscription administrative algérienne située dans la wilaya de Laghouat. Son chef-lieu est situé sur la commune éponyme d'El Ghicha.

## Géographie

### Localisation
|              | Aflou, Oued Morra |                       |
| Brida, Aflou | daïra d'El Ghicha | Oued Morra, Aïn Mahdi |
|              | Aïn Mahdi         |                       |

## Communes
La daïra regroupe la seule commune d'El Ghicha.